# Coleophora eucoleos
Coleophora eucoleos é uma espécie de mariposa do gênero Coleophora pertencente à família Coleophoridae.